# Ana María Fontán
Ana María Fontán, född 13 mars 1928, död 23 juli 2011, är en argentinsk friidrottare. Hon deltog vid olympiska sommarspelen 1952.